# Parafia św. Wawrzyńca w Czermnie
Parafia pw. Świętego Wawrzyńca w Czermnie – parafia rzymskokatolicka należąca do dekanatu gąbińskiego, diecezji płockiej, metropolii warszawskiej.
Wieloletnim proboszczem w latach 1999–2021 był ks. Tadeusz Żerdziewski. Wcześniej, w latach 1996–1999, był administratorem parafii. Od 2022 administratorem parafii jest ks. Stanisław Pietkiewicz, proboszcz parafii św. Leonarda w Troszynie Polskim. 